# Altemburgo
Altemburgo (en alemán: Altenburg, pronunciación: /ˈaltn̩ˌbʊʁk/ⓘ) es una ciudad de Alemania, en el estado federado de Turingia. Situada a 40 kilómetros al sur de Leipzig, a 90 kilómetros al oeste de Dresde y a 100 kilómetros al este de Érfurt. Es la capital del distrito de la Comarca de Altemburgo y parte de una región policéntrica de producción de textiles y metales industriales antiguos entre Gera, Zwickau y Chemnitz con más de 1 millón de habitantes, mientras que la ciudad tiene una población de 33.000 habitantes.

## Historia

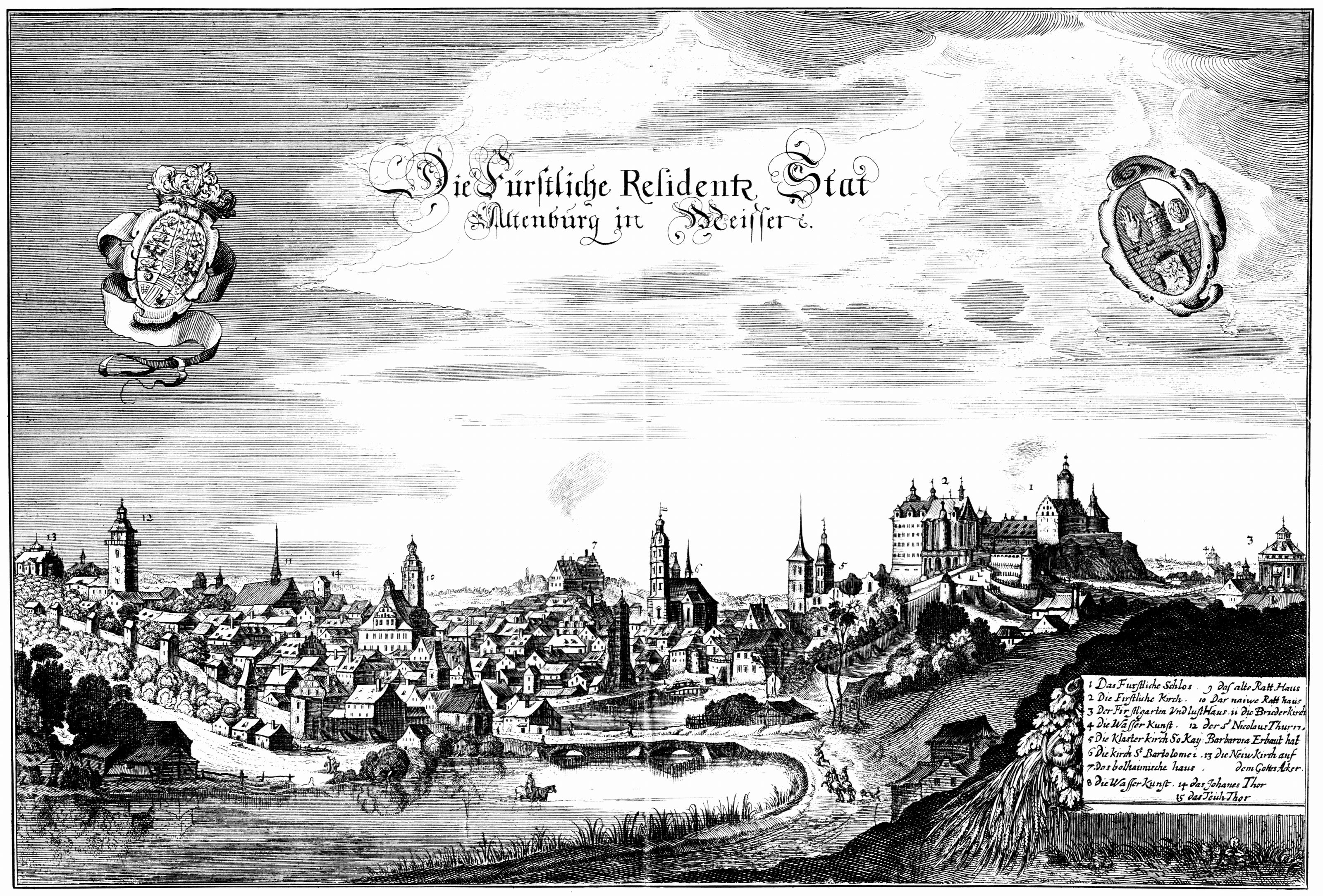
Altemburgo hacia el año 1650

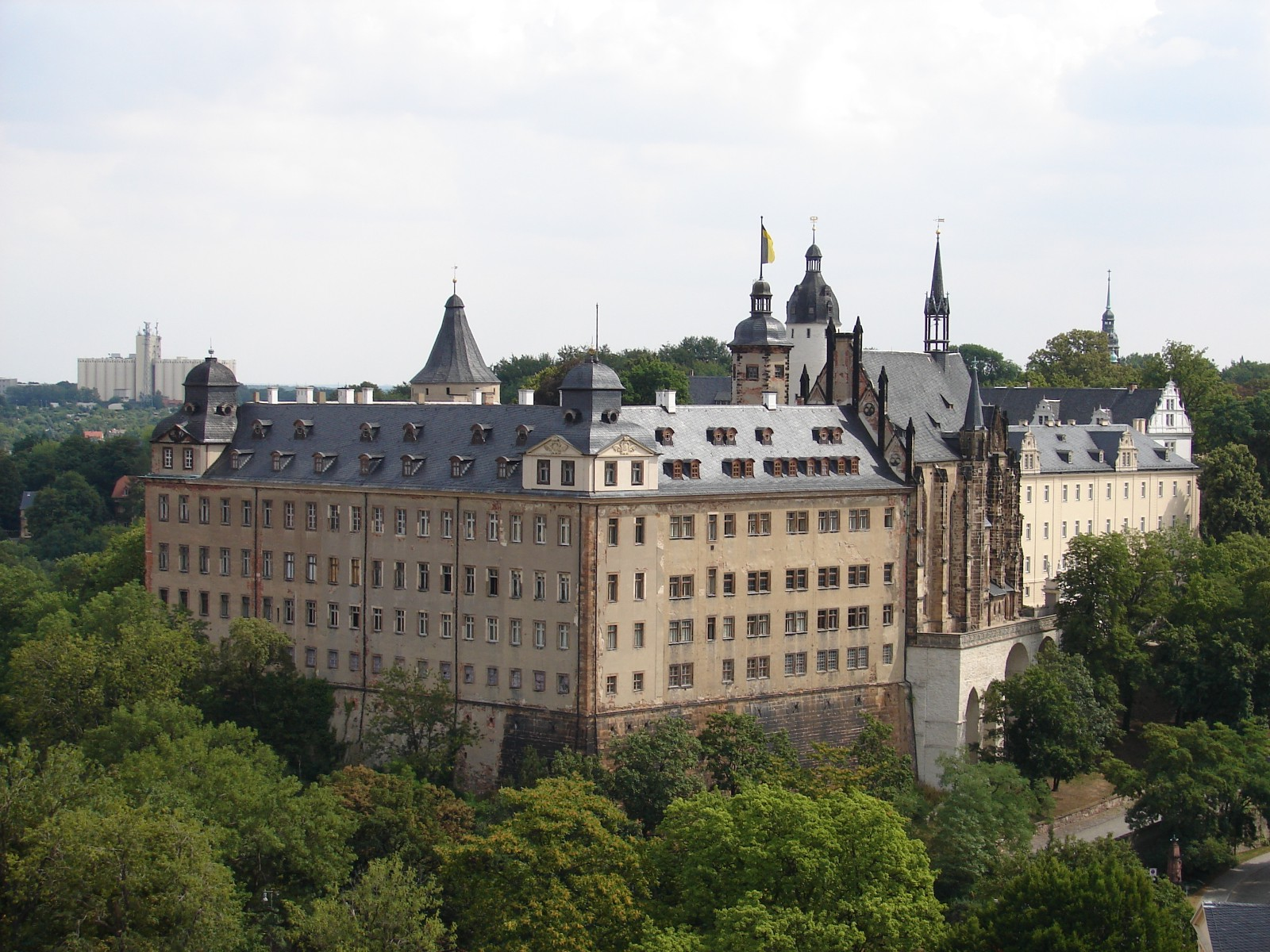
Palacio de Altemburgo

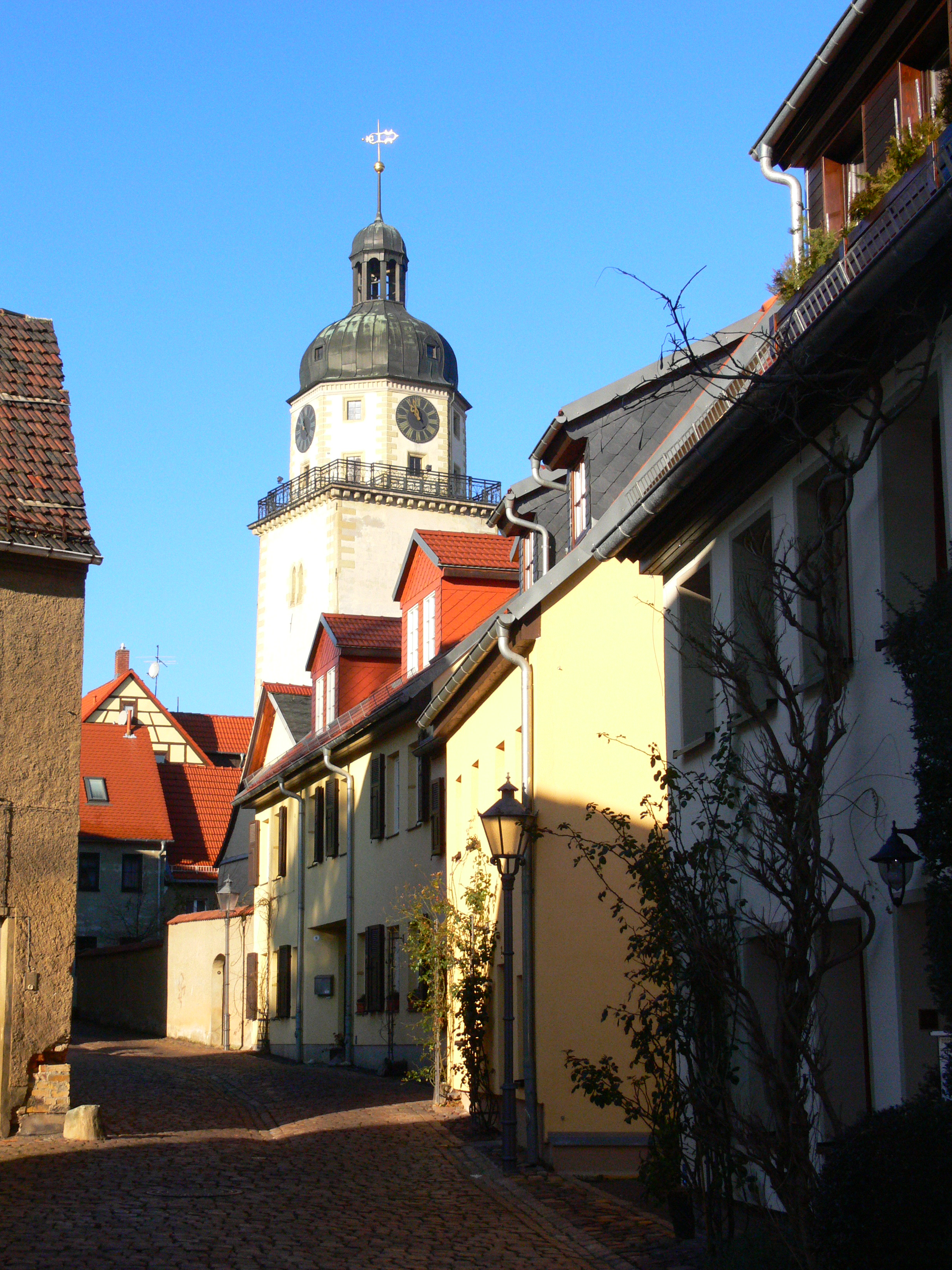
El barrio de Nikolai es una de las partes más antiguas de Altemburgo

### Edad Media
La ciudad de Altemburgo fue mencionada por primera vez en un escrito al obispo de Zeitz en 976. Los restos de un castillo eslavo en el Schloßberg ("colina del palacio") demuestran que la ciudad era probablemente una fundación eslava, la capital del condado de Plisni, tomado durante la conquista de Meissen por Enrique I el Pajarero. Según lo demuestran los topónimos, la zona circundante (Osterland) fue colonizada principalmente por los eslavos.
La ubicación de la ciudad en la vía imperial 'Via Imperii' entre Halle y Cheb en Bohemia, Altemburgo dio a la importancia económica en el comercio de la sal.
El primer castillo, situado debajo de la iglesia actual San Bartolomé, fue destruido después de la batalla de Hohenmölsen entre Enrique IV y Rodolfo de Rheinfelden. Fue reconstruido como palacio (Schloßberg) afuera de la ciudad. La torre Mantelturm del siglo XI todavía se conserva.
A mediados del siglo XII, la Dinastía Hohenstaufen patrocina Altemburgo como uno de sus Kaiserpfalz, posibilitando que la ciudad se convierta en un mercado y una menta. Junto con los bosques reales de Leina, Pahna, Kammerforst y Luckauer Forst, las tierras de la familia de Groitzsch compradas por Federico I Barbarroja, Altemburgo, Colditz, Zwickau y Chemnitz se convirtieron en la Tierra de Plisnensis. Altemburgo y Chemnitz como las ciudades imperiales con las que se pretendía reducir la importancia de Leipzigen poder del Margrave de Meissen. Bajo Federico I Barbarroja se desarrolló mucho, sobre todo en la zona del mercado, y la ciudad creció rápidamente. Se fundó un priorato de la Orden de canónigos regulares y se terminó la iglesia parroquial en 1172. Las torres gemelas del monasterio agustino del siglo XII (Rote Spitzen) aún se conservan. Un muro de la ciudad con 5 puertas se construyó a finales del siglo XII. Altemburgo consiguió su carta de ciudad alrededor de 1200, en 1256 los Wettins lo confirmaron otra vez. La estructura legal fue transpuesta por la ley municipal de Goslar.
Durante el Interregno, el Terra Palaeosinensis fue confiscado, pero fue comprado por Rodolfo I de Habsburgo, que deseaba la corona de Turingia. 
Junto con Zwickau y Chemnitz, Altemburgo era parte de la unión de la ciudad de Pleiße del anti-Meissen de 1290. Después de la batalla de Lucka en 1307 contra Frederico el valiente de Meissen y su hermano Diezmann, el rey Alberto I de Habsburgo cedió Altemburgo y Pleißeland a los margraves de la Casa de Wettin, que la conservaron hasta 1918.
En 1455, Altemburgo vio la división (Altenburger Teilung) de las tierras de Meissen entre el Elector Federico II (el Suave) y el duque Guillermo que, después de un intento fallido de reconciliación (Hallescher Machtspruch), condujo a la contienda fratricida (Bruderkrieg) de 1446 a 1451. En la segunda división de las tierras de Wettin entre Ernesto y Alberto en Leipzig en 1485, Altemburgo pasó a Ernesto, junto con el electorado (Kurland), Grimma, Mutschener, Leisnig, Turingia y el Vogtland. A partir de este momento, Altemburgo estaba históricamente conectado con Turingia y su dinastía, la línea Ernestina de los Wettin.

### Edad Moderna
La Reforma fue introducida en Altemburgo bastante temprano, en 1522, por George Spalatin, Wenzeslaus Linck y Gabriel Zwilling. Durante la Guerra de los campesinos alemanes de 1525, el monasterio agustino de Altemburgo fue atacado. En ese verano, cuatro rebeldes campesinos fueron ejecutados en el mercado. La Guerra de Esmalcalda supuso la derrota para los Ernestinos, y Altemburgo perteneció a los Albertinos por poco tiempo (1547-1554) antes de volver a los Ernestinos después del Tratado de Naumburg.
De 1603 a 1672, Altemburgo era la residencia de una línea Ernestina, después de lo cual pasó al Ducado de Sajonia-Gotha-Altemburgo. La Guerra de los Treinta Años causó grandes daños a la ciudad y más de la mitad de la población murió.
Durante las Guerras Napoleónicas fue escenario de un breve ataque aliado por el general sajón Johann von Thielmann.

### Desde 1815

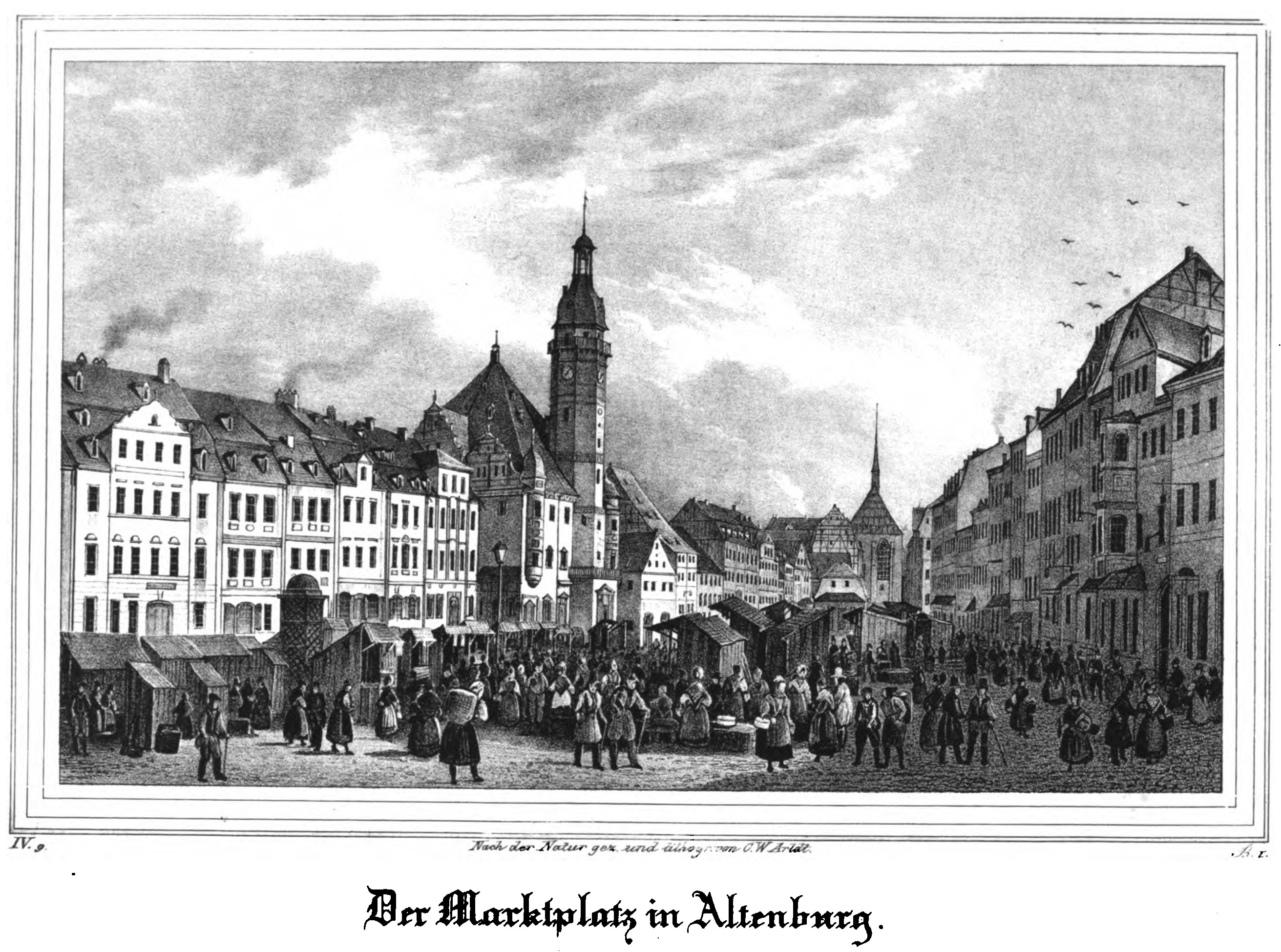
Plaza del mercado en 1839

Cuando las tierras Ernestinas fueron redivididas en 1826, Altemburgo se convirtió en la capital del Ducado de Sajonia-Altemburgo, el estado sucesor del disuelto Ducado de Sajonia-Hildburghausen. Alrededor de 1830, las paredes y las puertas de la ciudad fueron derribadas y los viejos suburbios delante de la pared anterior fueron incorporados. La industrialización se inició en esta época, la economía y la población registraron un rápido crecimiento, fortalecido por la conexión con el ferrocarril en 1842 (como primera ciudad conectada de Turingia). La Revolución de 1848 condujo a la abdicación del duque conservador José, quien fue reemplazado por su hermano más liberal Jorge. El último duque que abdicó durante la revolución de 1918 el 13 de noviembre de 1918 después de haber prometido 12 millones de marcas y la propiedad de numerosos castillos. El estado libre de Sajonia-Altemburgo se fusionó con Turingia en 1920.
Altemburgo era una ciudad obrera durante la República de Weimar, gobernada por el SPD y el KPD, que condujo a fuertes conflictos entre las fuerzas de izquierda y de derecha después de 1933. La comunidad judía fue destruida durante la Noche de los Cristales Rotos en 1938, muchos judíos emigraron o fueron Muertos en los campos de concentración. Además, los comunistas y los inválidos de Altemburgo fueron asesinados. Durante la Segunda Guerra Mundial, varios subcampos del campo de concentración del Campo de concentración de Buchenwald se localizaron aquí. Proporcionaron a 13 000 trabajadores forzados para HASAG, la tercera compañía alemana más grande para utilizar la mano de obra del campo de concentración. El Ejército de los Estados Unidos llegó a Altemburgo el 15 de abril de 1945 y fue reemplazado por el Ejército Soviético el 1 de julio de 1945.
En 1952, Turingia fue disuelta y substituida por la Organización territorial de la República Democrática Alemana. Altemburgo se convirtió en parte del distrito administrativo de Leipzig, en el cual era la segunda ciudad más grande. Después de la reunificación, los estados anteriormente existentes se restablecieron en la antigua Alemania Oriental como los estados federales en la Alemania reunificada. Aunque una mayoría del 54% votó a favor de Sajonia en un plebiscito, el consejo de distrito decidió unirse a Turingia junto con el distrito de Schmölln, en parte porque una gran mayoría del 80% en el vecino distrito de Schmölln que había votado por Turingia. Estos distritos habían formado la parte del este de Sajonia-Altemburgo hasta 1920 y se reunificaron como el actual distrito de la Comarca de Altemburgo en 1994.

## Geografía
Otras ciudades próximas son Leipzig (unos 39 km al norte), Zwickau (unos 31 km al sur), Gera (unos 29 km al oeste). Altemburgo queda entonces casi en el centro de las vecinas capitales de Estado, Dresde, Magdeburg y Erfurt.
El Pleiße atraviesa la ciudad y el Blaue Flut y el Deutscher Bach desembocan en Altemburgo también.
Los siguientes pueblos limitan con la ciudad de Altemburgo:
| Rositz     |            |               |
| Lödla      | Meuselwitz | Windischleuba |
| Göhren     |            |               |
| Altkirchen | Saara      | Nobitz        |
|            |            |               |
|            |            |               |

### Localidades
El municipio de Altemburgo comprende las siguientes localidades (población en 2011), como consecuencia de la incorporación a la ciudad de los antiguos municipios de Ehrenberg en 1993 y Kosma en 1996:
- Ciudad de Altemburgo, 33 136
- Altendorf, 25
- Ehrenberg, 360
- Greipzig, 42
- Knau, 203
- Kosma, 271
- Kürbitz, 65
- Lehnitzsch, 69
- Mockzig, 299
- Modelwitz, 79
- Oberzetzscha, 239
- Paditz, 105
- Rautenberg, 72
- Steinwitz, 41
- Stünzhain, 62
- Unterzetzscha, 95
- Zschaiga, 11
- Zschechwitz, 81

## Política
El Oberbürgermeister (Primer Alcalde) actual es Michael Wolf (SPD), que inició su legislatura en 2000 y fue reelegido en las últimas elecciones (95% de los votos). Es elegido por un periodo de seis años. El parlamento de la ciudad es el Stadtrat. Actualmente los 36 escaños del parlamento se reparten de la siguiente manera: 14 la Unión Demócrata Cristiana de Alemania (CDU), 12 el partido La Izquierda, 10 el Partido Socialdemócrata de Alemania (SPD).

## Cultura
Altemburgo es apodado jugando a la ciudad de las tarjetas. Se dice que el juego del skat se originó aquí, basado en el tarot bávaro. Debido a la influencia del emperador Federico I Barbarroja al que tenía en la ciudad, es apodado por la "Barbarroja".

### Museos
- Castillo
- Museo del Lindenau
- Museo de naipes

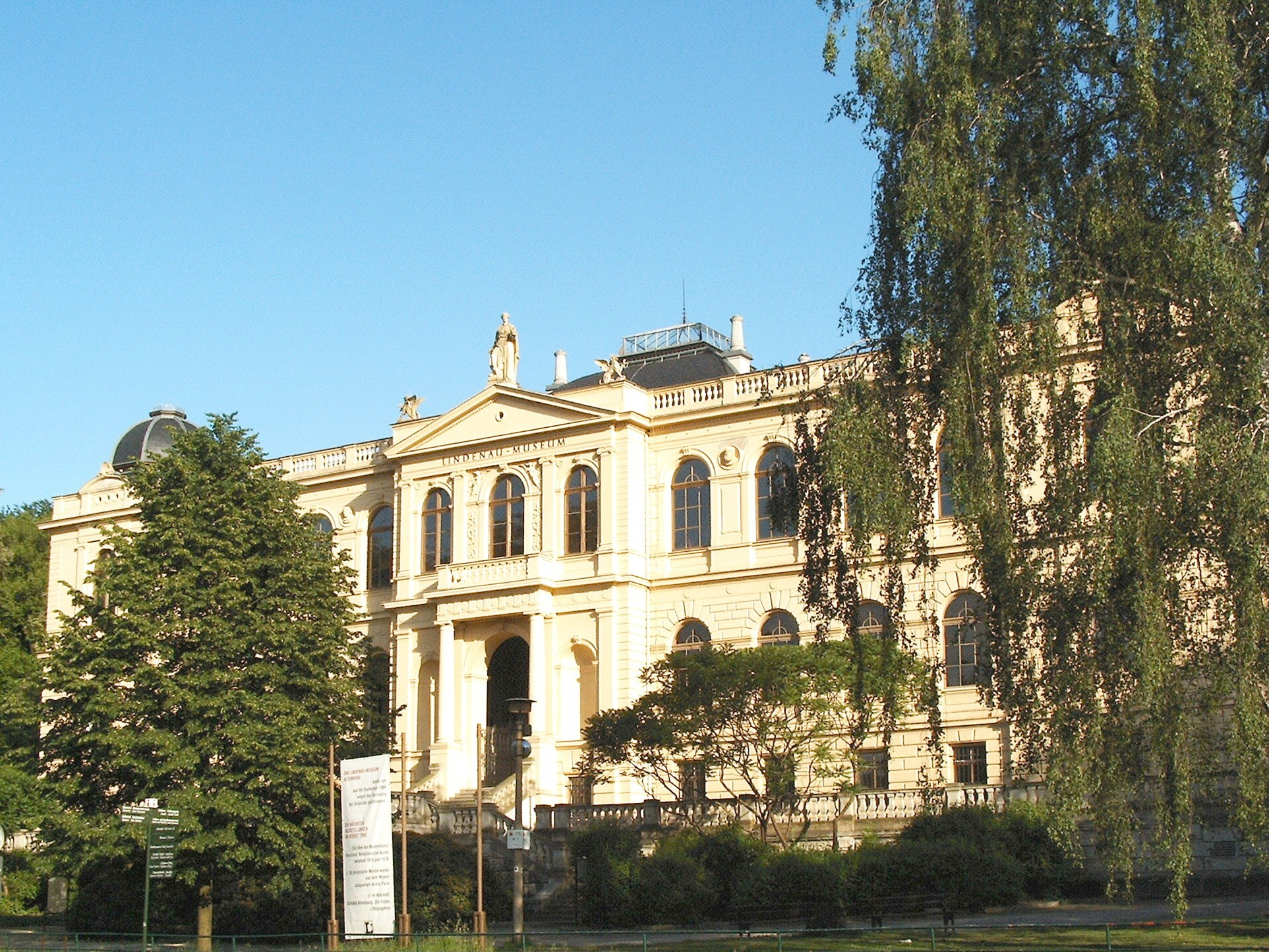
Museo del Lindenau

- Museo Mauritianum - Museo de historia natural donde se expone un gran ejemplar de Rey de las ratas.
- El Jardín Botánico de la Ciudad de Altemburgo es un jardín botánico de unas 8,3 hectáreas de extensión, que se encuentra en la ciudad de Altemburgo
- Museo del cervecería
- Inselzoo

### Especialidades culinarias
Altemburgo tiene muchos platos típicos, entre ellos el Altenburger Ziegenkäse y el Mutzbraten. Altenburger Ziegenkäse es un queso con leche de cabra y vaca que tiene denominación de origen protegida.

## Economía

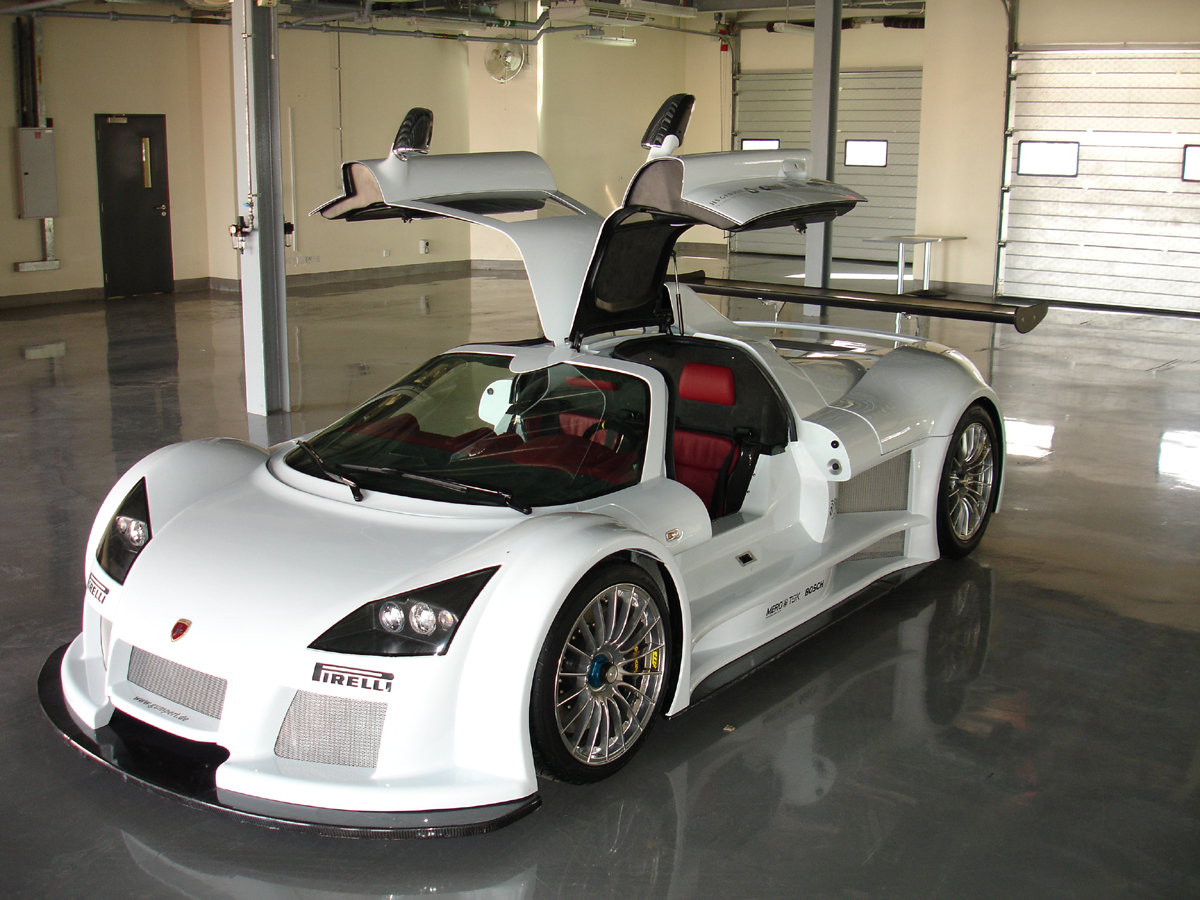
Gumpert Apollo

La casa Gumpert manufactura en Altemburgo su modelo "Apollo".

## Transportes

### Transporte público
El órgano público encargado de administrar el sistema de transportes públicos de Altemburgo es la Thüsac. La red de líneas de autobús conecta los distritos de la ciudad.

### Aeropuerto

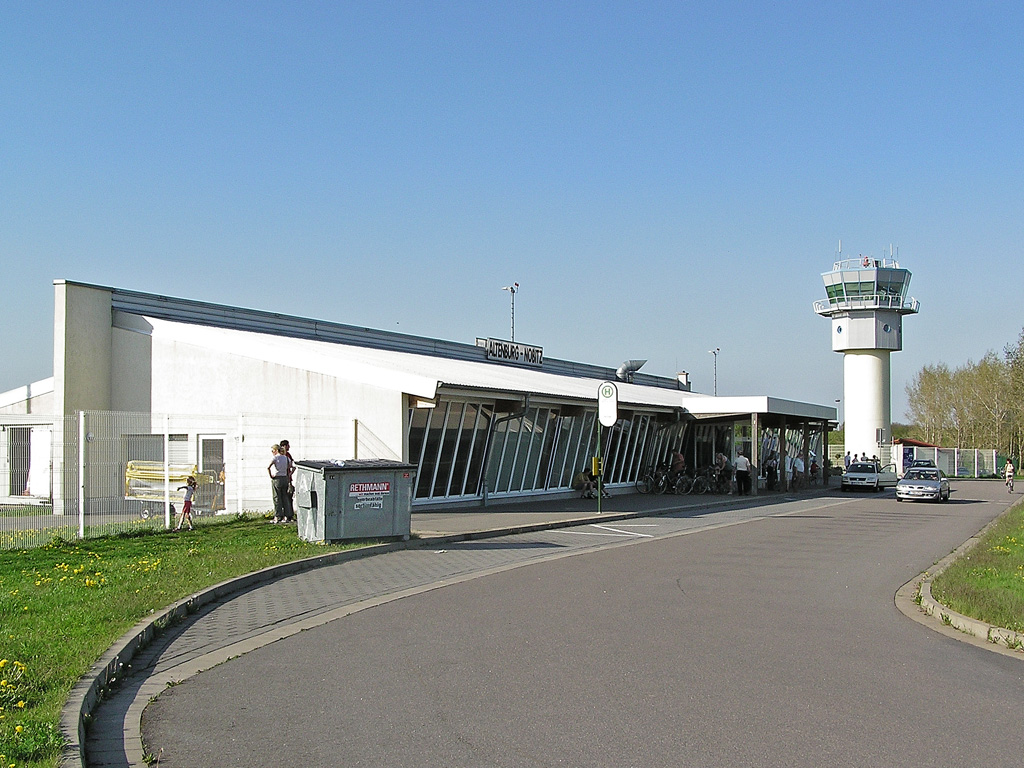
Aeropuerto de Leipzig-Altemburgo

El Aeropuerto de Leipzig-Altemburgo está ubicado a 5 km de la ciudad de Altemburgo.

## Ciudades hermanadas
Altemburgo mantiene un hermanamiento de ciudades con:
- Offenburg, Baden-Wurtemberg, Alemania.
- Olten, Suiza.
- Zlín, República Checa.
- Hickory, Carolina del Norte, Estados Unidos.

## Galería

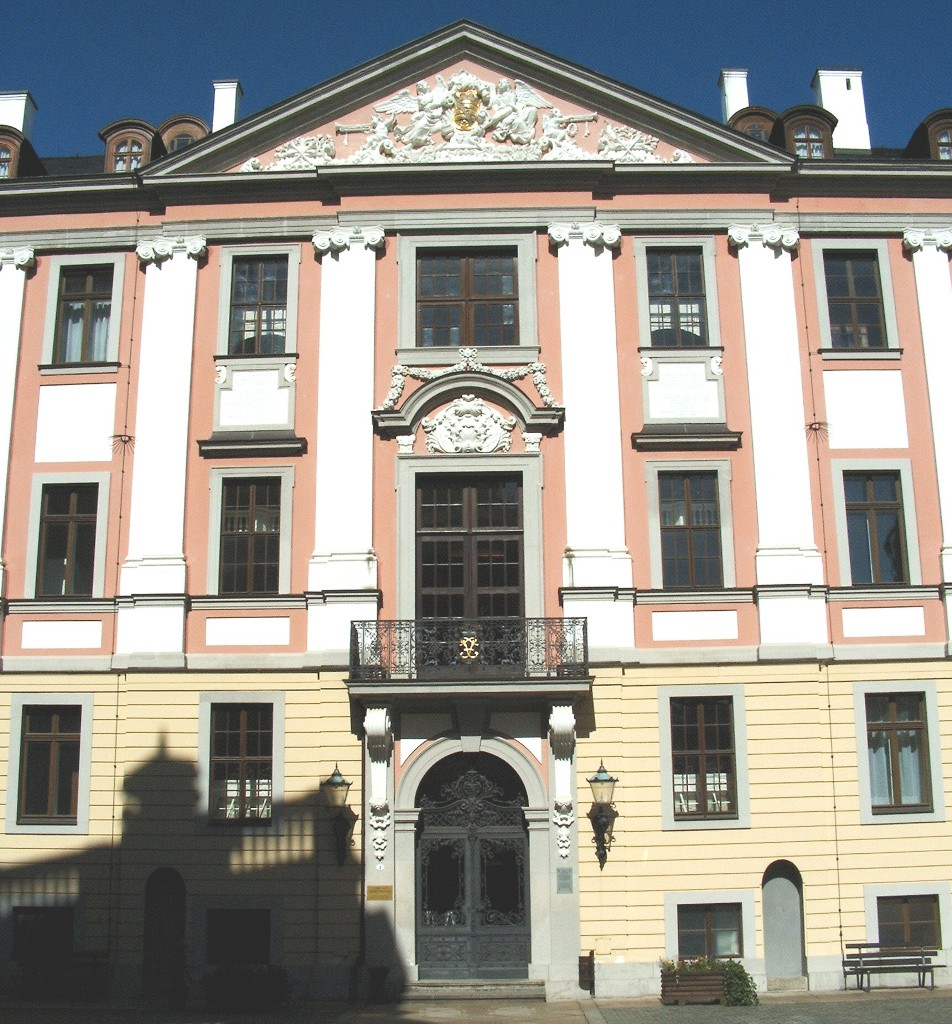
Castillo
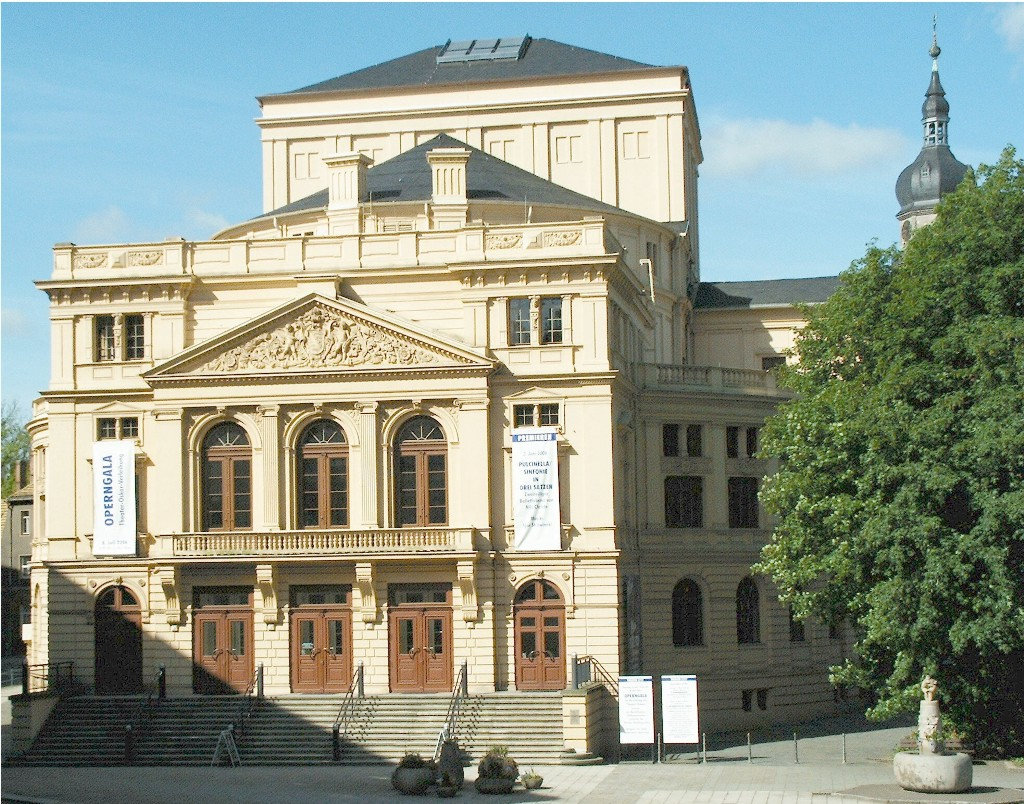
Teatro
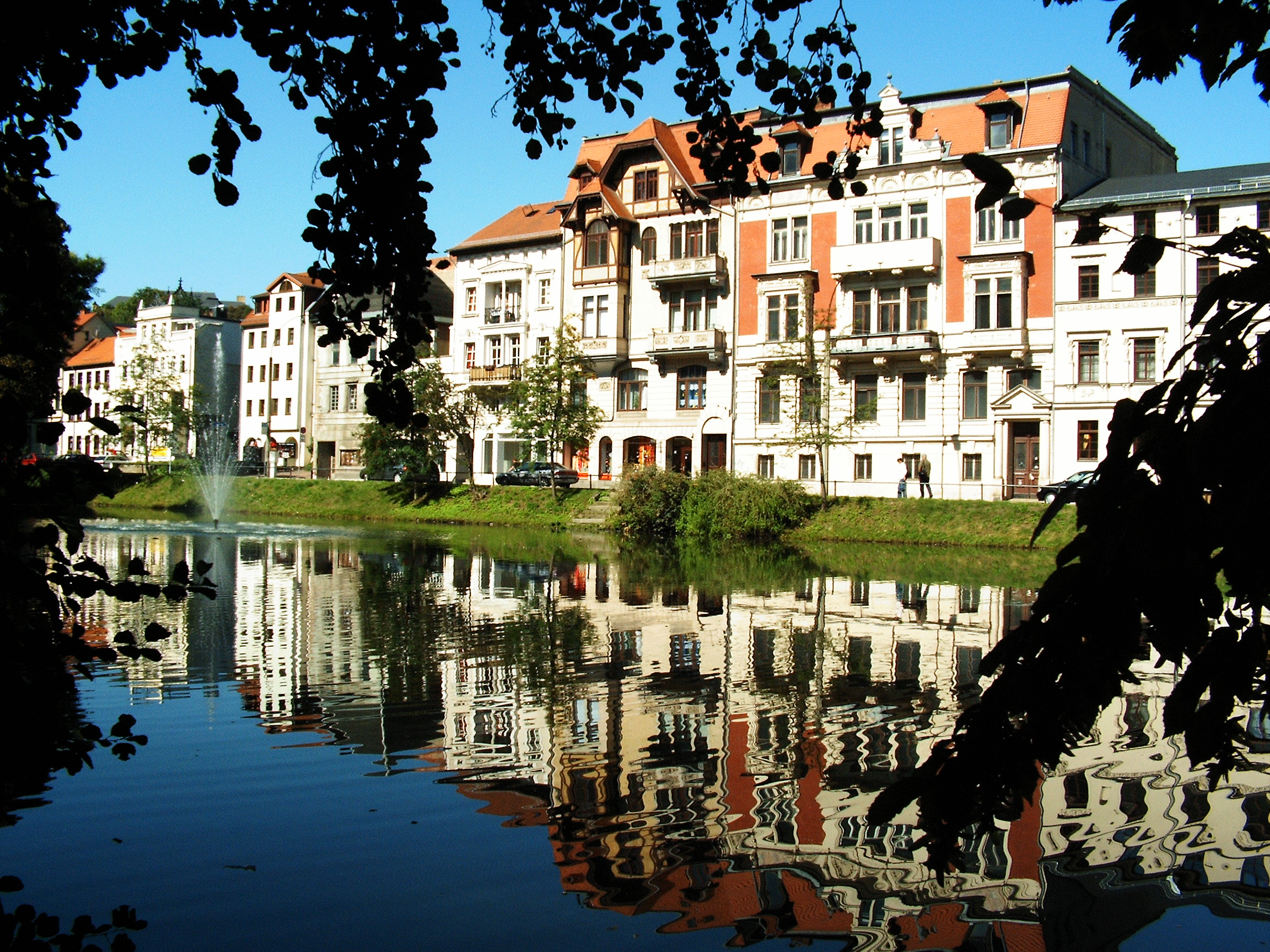
Pauritz
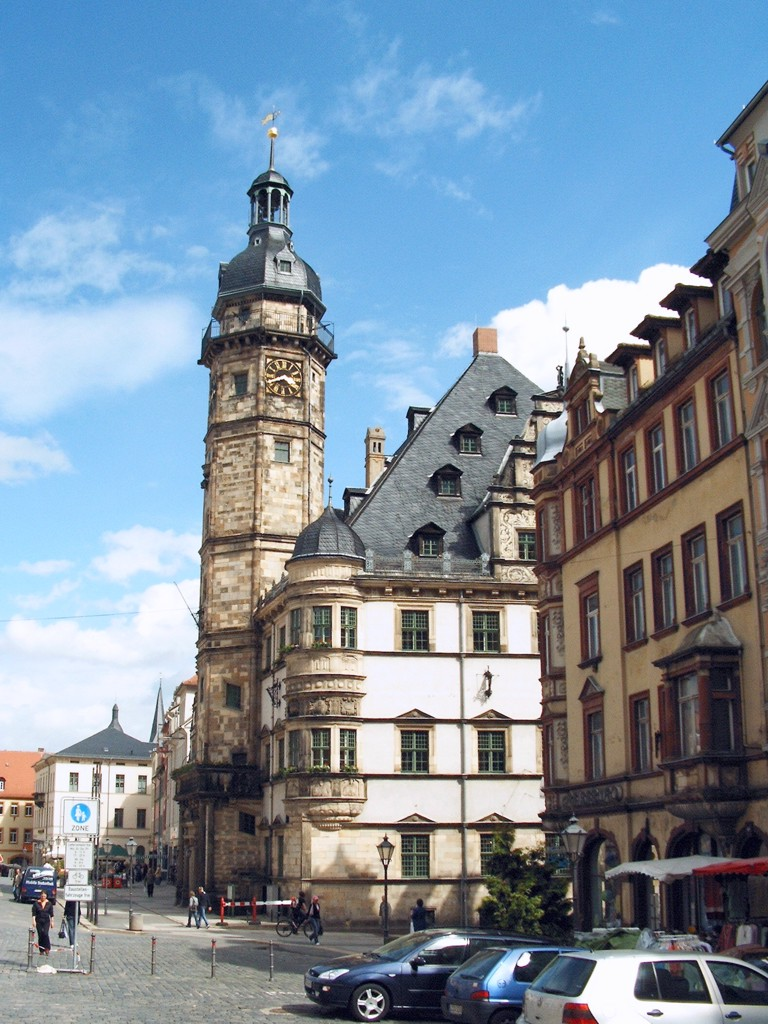
Ayuntamiento